# Confederació Fanti
La Confederació Fanti es pot referir bé a l'antiga aliança dels estats fantis que va existir com a mínim des del segle xvi, o bé a l'efímera confederació que es va formar el 1868 i es va dissoldre el 1873. La Confederació és percebuda com un dels primers moviments d'autodeterminació de l'Àfrica.

## Expansió fanti
Els fantis havien estat molt de temps de la costa i l'interior del que és avui Ghana. En el segle xvi van començar per expandir-se al llarg de les àrees costaneres per tal de defensar-se d'invasors estrangers. L'establiment de la confederació fou una proclamació dels diversos petits regnes independents que van aixecar les tribus Fantis.
L'explicació habitual durant molt de temps ha estat que els estats fantis van ser forçats a formar una confederació pel creixement ràpid de l'Imperi Aixanti a l'inici del segle xviii que va començar per amenaçar la seguretat de la regió circumdant. Sanders argumenta que les mateixes forces que conduïen l'expansió i centralització dels aixantis, el lucratiu comerç amb els europeus i la introducció d'armes de foc i altres armes, també va ajudar a la unitat creixent dels fantis.
Els fantis es van unir i van formar una confederació per ser reconeguts no només per les persones de la Costa d'Or, sinó també pels poders europeus. La confederació estava sota el comandament del Cap de Mankessim, a qui va ser donat el títol de Breyni. Era obligació del cap més alt de respectar els desitjos d'un consell dels dirigents de les altres ciutats importants. Malgrat tenir una estructura política similar, els fantis mai van aconseguir estar tan units com els aixantis, encara que les seves diferències van ser vençudes quan els seus regnes era sota amenaça directe. Durant el divuitè segle els fantis es va expandir a costa d'estats veïns més petits finalment annexionant les terres dels asebu, cabesterra, i agona. Els fantis eren aliats dels britànics a qui va donar suport en els seus esforços contra el rival holandès, que estaven alineats amb els aixantis. La Confederació Fanti era més petita que Aixanti, però a través del seu control del comerç costaner i enllaços propers amb els britànics, els fantis esdevingueren els administradors de tota la Costa d'Or. Els dirigents fantis eren el més educat i més ric de les persones de la regió.

## Conflicte amb els aixantis
A la primera meitat del segle divuitè el regne Aixanti estava expandint la seva confederació cap al nord més que contra els grups costaners més forts. En les següents dècades van aparèixer disputes internes en el regne Aixanti. Els fantis llavors van intervenir, enviant suport material als grups rebels dins Aixanti i oferint ports segurs als refugiats i dissidents fugint del regne Aixanti. Els fantis van introduir les lleis que prohibien vendre armes de foc als aixantis i van limitar la quantitat de comerç que podria passar des de les terres fantis tallant els subministraments al regne.
Al començament del dinovè segle els aixantis havien consolidat gran part de la regió del mig sota el seu govern i van començar per planejar per una invasió a gran escala de la Confederació Fanti. El 1806 va començar la guerra Aixanti-Fanti. Els britànics se sentien incapaços d'intervenir i van reconèixer el control Aixanti de la regió (1817).
Els britànics continuaren treballant amb els fantis contra els aixantis. Sota consell dels britànics el 1811 els fantis altre cop van anar a guerra. Tot i que foren derrotats en batalla oberta els fantis foren capaços de guanyar la guerra i forçar als aixantis a retirar-se emprant una tàctica de guerrilla. En les següents dècades els fantis van treballar per enfrontar els aixantis contra els britànics mentre mantenien la seva independència; amb el temps, tanmateix, la influència britànica va acabar per dominar les terres fantis. El 1844 els dirigents fantis van acordar un vincle amb els britànics que van fer l'àrea un protectorat britànic, però garantint que el control intern quedaria en mans dels governants locals.

## Tensions amb els europeus
Tanmateix, els britànics aviat van començar per superar l'acord, i intervingueren en els afers polítics al llarg de la costa. Els dirigents fantis estaven molt enfadats, i veien que els britànics només estaven interessats en el seu comerç. L'acció més polèmica fou l'acord de comerç entre el britànic i holandès 1868 afectant els forts al llarg de la costa. Anteriorment la costa sencera hi havia estat una barreja de forts britànics i holandesos. Els governs britànics i holandesos acordaren intercanviar forts i així els britànics controlarien tots els situats a l'est del riu Kakum, i els holandesos aconseguirien tots els forts a l'oest del riu, incloent-hi la majoria d'aquells que estaven en les àrees fantis. També ha estat argumentat que les elits locals van molestar-se per l'abolició del profitós comerç d'esclaus pels poders europeus (que datava de 1807 però cada cop era més general.
Aquests factors perjudicaven les persones per tota la regió. Legalment els governants locals van veure els europeus com inquilins, i van reclamar el dret d'aprovar els intercanvis dels forts. Els governants locals no foren ni tan sols consultat abans que l'acord va ser anunciat. Els fantis també estaven preocupats per les relacions properes entre aixantis i holandesos.

## Creació de la Nova Confederació
Això va portar el 1868 a una reunió dels caps fantis i també representants dels denkyira, wassa, twifu, i assin que es van trobar a Mankessim i van formar una Confederació. El grup va proclamar la seva lleialtat al protectorat britànic, però també reclamava el correcte autogovern. També prometien impedir als holandesos d'assumir el control dels forts en l'àrea fanti.
El nou estat va tenir un rei-president al seu front i a sota d'ell un consell de reis i caps i una assemblea nacional que representava una gran part de la població. El rei Ghartey IV (vers 1820-1897) de Winneba va ser elegit com el primer Rei-President, mentre el rei Nana Amfo Otu Gyandoh I d'Abura va ser col·locat al càrrec de les forces armades. El govern nou va crear un exèrcit permanent d'uns 15,000 homes, va introduir un impost especial que cobria la regió, i més important, un sistema judicial que va afirmar el dret de la Confederació, no el britànic, a aplicar justícia. Aquesta Confederació era paral·lela a la que a l'est van formar els gameis, anomenada Confederació Nativa d'Accra
Amfo Otu va marxar amb el nou exèrcit a Komenda per ajudar aquella ciutat en el seu esforç a impedir als holandesos d'agafar el control del fort evacuat pels britànics. Aquest esforç va reeixir i els holandesos foren rebutjats. Amfo Otu llavors va girar per provar d'agafar Elmina, el centre de poder holandès a la costa. L'esforç d'assaltar la ciutat va ser inútil i les forces fantis es van veure implicades en una guerra llarga.
El 1871 la constitució va ser reescrita i un nou Consell Executiu va ser creat. Amfo Otu i Edu de Mankessim van ser elegits co-reis-presidents, però ben aviat les funcions d'Amfo Otu van ser assumides pel general i mariscal de camp, i Edu esdevingué l'únic rei-president.

## Membres de la confederació i el seu rei
- Mankessim, Kwasi Edo
- Abura, Anfo Oto
- Assin, Kudmin Inhié i Tshibu Dhahon
- Ayan, Kuo Yanfo
- Edgimaku, Kudmin Mayua
- Inkosokoomper, Esando
- Komminda, Kudgse Okro
- Abakrampa, Kwasi Nakko
- Abbankrom, Kwarsu Arkwayno
- Abuardi, Kwa Amissa
- Ahiru, Kwabina Bovada
- Akrofome, Kwarsu Ansa
- Ampinafon, Brelwi
- Arnun, Luabina Sason
- Balhyn, Kuo Sassan
- Bohhen, Kwabina Odom
- Bokan, Kwasi Bekki
- Dominassié, Thomas Salomon
- Donassié, James Simons
- Dongua, Kwarsu Yarsu
- Impessidardi Kwasi Buargua
- Kwaman, Luassié Larla
- Mankessim, Kwabina Archwayo
- Odomana, Kwamin Atta
- Saltpond, Luabina Luagrene i Joseph Graham
- Tchafu, Kwasi Imana
- Zuarko, Kofi Adoobah

## Dirigents

### Presidents
- 1868 - 1869 Kwasi Edo, Omanhene de Mankessim; Anfo Oto Omanhene d'Abura; i Ortabil Omanhene de Gomoa
- 1869 - 1871 Gyateh Kuma (R.J. Ghartey) de Winneba

### Reis-Presidents
- 1871 - 1872 Kwasi Edo, Omanhene de Mankessim, Anfo Oto Omanhene de Abura
- 1872 - 1873 Kwasi Edo, Omanhene de Mankessim

### President del Consell i Cap Secretari
- 1868 - 1871 James Faustus Amissah

### President del govern
- 1871 - 1873 William Edmund Davidson

## Caiguda del Confederacy
La llarga lluita al voltant d'Elmina aviat va aconseguir esgotar els recursos de l'estat que a més es va demostrar incapaç de recollir molt de l'impost especial, i els britànics rebutjaren permetre a la Confederació de gravar el lucratiu comerç a la regió. Per un temps els germans Ghartey van finançar l'estat amb diners propis, però aviat la Confederació es va trencar. A més, la lluita amb els holandesos i els seus aliats havien deixat la part del nord de la Confederació, en la frontera amb Aixanti, sense defenses i aquestes regions sentien que la Confederació fallava en proporcionar la protecció necessària.
La reacció britànica a la Confederació va ser una barreja. Al principi, els britànics van tenir poc interès a administrar la regió directament i alguns que volien un estat autogovernat d'estil europeu ho consideraven un desenvolupament positiu. Tanmateix, altres representants britànics en la regió i a Londres van veure la Confederació com un precedent perillós que era antibritànic i abocat al fracàs. Els holandesos, encara que guanyant militarment als fantis, no es podien permetre lluitar en una guerra a l'Àfrica occidental i van decidir abandonar la Costa d'Or sencera. Els britànics van quedar amb el control de tota la regió i es van apropar als dirigents de la Confederació i els van oferir diners i defensar-los en contra els aixantis si els fantis accedien a ser annexionats a la colònia de la Costa d'Or. Això es va fer, i la Confederació va deixar d'existir el 1873.